# Речицкий, Виталий
Вита́лий Речи́цкий (латыш. Vitālijs Rečickis; род. 8 сентября 1986, Резекне) — латвийский футболист, полузащитник. Выступал за сборную Латвии.

## Биография
Виталий Речицкий является воспитанником резекненского футбола, выступал за местный клуб «Дижванаги», а также позднее сменившего его «Блазму». В сезоне 2009 года был капитаном «Блазмы», а после завершения сезона отправился на просмотр в кипрский «Арис», с котором вскоре заключил контракт.
В составе «Ариса» Виталий Речицкий дебютировал 17 января 2010 года, но, из-за отсутствия игровой практики, покинул клуб после окончания сезона. В сентябре 2010 года Виталий Речицкий присоединился к литовскому «Таурасу».
В феврале 2011 года Виталий Речицкий продлил контракт с «Таурасом», а в августе перешёл в «Юрмалу».
16 января 2014 года было объявлено о переходе в «Вентспилс».
В сборной Латвии сыграл один матч — 5 июня 2018 года в рамках Кубка Балтии против Литвы.